# پترسدورف (اشتایرمارک)
پترسدورف (به آلمانی: Petersdorf) یک منطقهٔ مسکونی در اتریش است که در زودوست‌اشتایرمارک واقع شده‌ است. پترسدورف ۱۵٫۰۹ کیلومتر مربع مساحت دارد ۳۶۲ متر بالاتر از سطح دریا واقع شده‌ است.